# Jacques Baumer
Jacques Baumer (12 de abril de 1885 -  20 de junio de 1951) fue un actor teatral y cinematográfico, además de director teatral, de nacionalidaed francesa. 

## Biografía
Su nombre completo era Jacques, Henri Nusbaumer, y nació en París, Francia. Con un físico adecuado al "hombre de la calle ", tuvo una larga carrera en el teatro – actuó, por ejemplo, en La souriante Madame Beudet, de Denys Amiel y André Obey, o en operetas como La Maréchale Sans-Gêne – antes de debutar tardíamente en el cine con 47 años de edad. Encarnó, en una cuarentena de filmes, a personajes tímidos, discretos, con una gran naturalidad.
Rodó su primera película, Ce cochon de Morin, en 1932 a las órdenes de Georges Lacombe. Baumer actuó con los más importantes directores, convirtiéndose, como actor de reparto, en una figura esencial del cine francés de las décadas de 1930 y 1940. Algunos de sus filmes más destacados fueron el de Julien Duvivier La belle équipe (1936), el de Robert Vernay Le comte de Monte-Cristo (1942), o el de Yves Allégret Manèges (1949). Caroline chérie, de Richard Pottier (1950), fue su última película.
Jacques Baumer falleció en Montchauvet, Francia en 1951. Fue enterrado en el Cementerio del Père Lachaise, en París

## Filmografía
| - 1932 : Ce cochon de Morin, de Georges Lacombe - 1933 : Étienne, de Jean Tarride - 1936 : La Reine des resquilleuses, de Max Glass y Marco de Gastyne - 1936 : L'Homme sans cœur, de Léo Joannon - 1936 : La Belle Équipe, de Julien Duvivier - 1937 : Courrier Sud, de Pierre Billon - 1937 : La Porte du large, de Marcel L'Herbier - 1937 : Gribouille, de Marc Allégret - 1937 : Mollenard, de Robert Siodmak - 1937 : Feu !, de Jacques de Baroncelli - 1937 : Un déjeuner de soleil, de Marcel Cravenne - 1937 : Double crime sur la ligne Maginot, de Félix Gandera - 1937 : La Glu, de Jean Choux - 1938 : La Piste du sud, de Pierre Billon - 1938 : Café de Paris, de Yves Mirande y Georges Lacombe - 1938 : Légions d'honneur, de Maurice Gleize - 1938 : Désiré, de Sacha Guitry - 1938 : La Tragédie impériale, de Marcel L'Herbier - 1938 : Durand bijoutier, de Jean Stelli - 1938 : Accord final, de J. Rosenkranz - 1939 : Le jour se lève, de Marcel Carné - 1939 : Entente cordiale, de Marcel L'Herbier - 1939 : Derrière la façade, de Yves Mirande y Georges Lacombe - 1940 : Paris-New York, de Yves Mirande | - 1942 : Les Inconnus dans la maison, de Henri Decoin - 1942 : Les Ailes blanches, de Robert Péguy - 1942 : Les affaires sont les affaires, de Jean Dréville - 1942 : L'Appel du bled, de Maurice Gleize - 1942 : Le Bienfaiteur, de Henri Decoin - 1942 : Malhia, la métisse, de Walter Kapps - 1942 : Mademoiselle Béatrice de Max de Vaucorbeil - 1943 : Le Comte de Monte-Cristo, de Robert Vernay - 1943 : Le Colonel Chabert, de René Le Hénaff - 1943 : L'Éternel Retour, de Jean Delannoy - 1943 : Coup de tête, de René Le Hénaff - 1944 : Les Caves du Majestic, de Richard Pottier - 1947 : Par la fenêtre, de Gilles Grangier - 1948 : Impasse des Deux-Anges, de Maurice Tourneur - 1948 : Le Comédien, de Sacha Guitry - 1949 : Millionnaires d'un jour, de André Hunebelle - 1949 : Ronde de nuit, de François Campaux - 1949 : Le Furet, de Raymond Leboursier - 1949 : Manèges, de Yves Allégret - 1950 : Ma pomme, de Marc-Gilbert Sauvajon - 1951 : Caroline chérie de Richard Pottier |

## Teatro

### Actor
- 1921 : La Souriante Madame Beudet, de Denys Amiel y André Obey, Teatro de París
- 1923 : La Vagabonde',' de Colette y Léopold Marchand, Teatro de la Renaissance
- 1924 : La Galerie des glaces, de Henry Bernstein, Théâtre du Gymnase Marie-Bell
- 1927 : Vient de paraître, de Édouard Bourdet, escenografía de Victor Boucher, Teatro de la Michodière
- 1929 : Durand, bijoutier, de Léopold Marchand, Teatro Saint-Georges
- 1930 : Étienne, de Jacques Deval, Teatro Saint-Georges
- 1933 : Karma, de Jeffrey Dell, Teatro del Œuvre
- 1934 : Les Temps difficiles, de Édouard Bourdet, Teatro de la Michodière
- 1936 : Europe, de Maurice Rostand, Teatro Pigalle
- 1936 : La vie est si courte, de Léopold Marchand, Teatro Pigalle
- 1938 : Duo, de Paul Géraldy, escenografía de Jean Wall, Teatro Saint-Georges
- 1941 : La Machine à écrire, de Jean Cocteau, escenografía de Jean Cocteau, Teatro Hébertot
- 1943 : Clotilde du Mesnil, de Henry Becque, escenografía de Alice Cocéa, Teatro des Ambassadeurs
- 1943 : Mais n'te promène donc pas toute nue !, de Georges Feydeau, escenografía de Alice Cocéa, Teatro des Ambassadeurs
- 1943 : À la gloire d'Antoine, de Sacha Guitry, Teatro Antoine
- 1947 : Nuits noires, de John Steinbeck, escenografía de Henri Rollán, Teatro Saint-Georges
- 1944 : Mademoiselle Antoinette, de Jean Guitton, Teatro Apollo
- 1950 : Harvey, de Mary Chase, escenografía de Marcel Achard, Teatro Antoine

### Director
- 1929 : L'Amoureuse Aventure, de Paul Armont y Marcel Gerbidon, Teatro Édouard VII
- 1930 : Mistigri, de Marcel Achard, Teatro Daunou
- 1930 : Langrevin père et fils, de Tristan Bernard, Teatro des Nouveautés
- 1931 : Le Cyclone, de William Somerset Maugham, Teatro des Ambassadeurs
- 1932 : Mademoiselle, de Jacques Deval, Teatro Saint-Georges
- 1932 : Trois et une, de Denys Amiel, Teatro Saint-Georges
- 1933 : Lundi 8 heures, de George S. Kaufman y Edna Ferber, Teatro des Ambassadeurs
- 1934 : Le Discours des prix, de Jean Sarment, Teatro Saint-Georges[4]
- 1934 : Liberté provisoire, de Michel Duran, Teatro Saint-Georges
- 1942 : Les Inséparables, de Germaine Lefrancq, Teatro de París
- 1942 : Les J3 ou la nouvelle école, de Roger-Ferdinand, Théâtre des Bouffes-Parisiens
- 1946 : Ce soir je suis garçon !, de Yves Mirande y André Mouëzy-Éon, Teatro Antoine
- 1946 : Les Derniers Seigneurs, de Roger Ferdinand, Teatro Édouard VII
- 1946 : La Nuit du 16 janvier, de Ayn Rand, Teatro Apollo
- 1946 : Étienne, de Jacques Deval, Teatro La Bruyère
- 1948 : Ils ont vingt ans, de Roger Ferdinand, Teatro Daunou
- 1954 : Les J3, de Roger-Ferdinand, Teatro del Ambigu-Comique